# Институт за социални изследвания
Институтът за социални изследвания (на немски: Institut für Sozialforschung) е организация за изследване, покриваща теми като социология и континентална философия, най-добре познат като институционален дом на Франкфуртската школа.
Институтът е основан във Франкфурт на Майн през 1923 г. (където е присъединен към Университета Гьоте) от Феликс Вейл, студент на маркисткия философ Карл Корш с дарение, осигурено от богатия баща на Вейл. Неговият първи директор е Курт Албер Герлах и е скоро последван от Карл Грюнберг, марксистки историк, който събира заедно приятели „ортодоксални“ марксисти в Института, включително неговия бивш ученик Хенрик Гросман. Грюнберг е последван от съоснователя Фридрих Полок.
Грюнберг е наследен през 1930 от Макс Хоркхаймер. Той бързо се превръща във водеща фигура на Франкфуртското училище – група мислители, които израстват под неговото управление в института. Хоркхаймер редактира журнала на групата „Zeitschrift für Sozialforschung“ („Журнал за социални изследвания“) и пише есета, дефиниращи критична теория на обществото.

## История

### Немски период (1923 – 1933)
Този период обхваща времето от създаването на ИСИ до идването на власт на националсоциалистите на Адолф Хитлер, което става причина членовете и сътрудниците на ИСИ да напуснат Германия в различни посоки. Някои като Витфогел биват заловени от новата власт.